# Cytokinový receptor

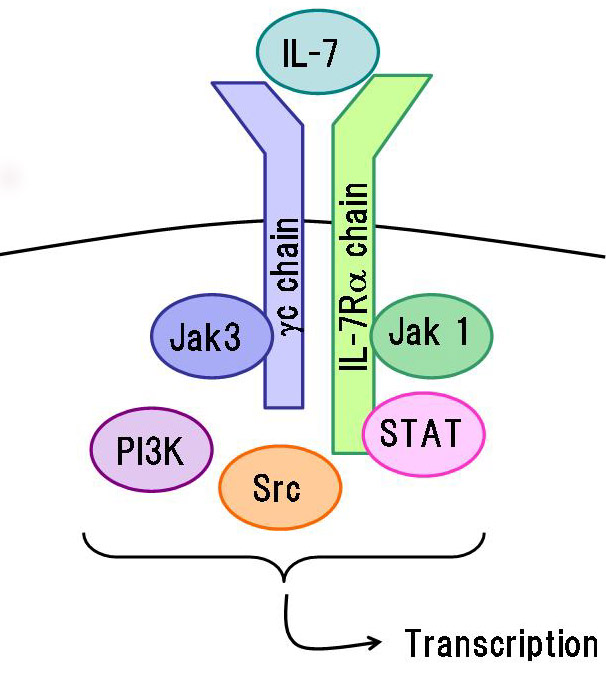
Schéma IL-7 receptoru, znázorněny jsou i IL-7 a různé asociované kinázy

Cytokinový receptor je membránový receptor, na který se vážou cytokiny či další malé proteiny se signalizační funkcí (některé růstové faktory, CSF či dokonce jisté hormony). Signál z vnějšku buňky se pomocí těchto receptorů převádí tzv. JAK/STAT kaskádou dovnitř buňky.

## Princip
Cytokinové receptory se skládají nejméně ze dvou polypeptidových řetězců. Když se naváže cytokin na vnější straně membrány, receptor buď změní prostorovou orientaci nebo dokonce dojde ke shluknutí několika receptorů dohromady. Pod membránou jsou připravené asociované kinázy, které převádí signál dovnitř buňky. Nazývají se Jak kinázy a spouští již tzv. JAK/STAT signalizaci.

## Klasifikace
Cytokinové receptory jsou vymezeny poměrně vágně, ale každopádně spadají do několika rodin. Zde jsou uvedeny nejtypičtější zástupci cytokinových receptorů (v závorce jsou vypsány jejich hlavní ligandy):
- cytokinové receptory I. třídy (IL-2, IL-3, IL-4, IL-5, IL-6, IL-7, IL-9, IL-13, G-CSF, GM-CSF, CNTF, OSM, LIF, EPO)
- cytokinové receptory II. třídy (IL-10, IFN-α, IFN-β, IFN-γ)
- TNF receptory – označují se také jako cytokinové receptory, nicméně jejich signalizace neprobíhá JAK/STAT cestou[2] (TNF-α, TNF-β, LT-β)